# Dixie Pipeline
Dixie Pipeline (пропанопровід) — трубопровідна система на півдні та південному сході США, призначена для поставок з регіону Мексиканської затоки до ряду штатів атлантичного узбережжя.
Пропан відіграє важливу роль як паливо для комунально-побутового сектору США. Водночас потужний нафтогазопромисловий та нафтопереробний регіон Мексиканської затоки виробляє велику кількість цього продукту внаслідок фракціонування із суміші видобутих зріджених вуглеводневих газів або газів нафтопереробки. Одним із напрямків подальшої подачі пропану є Dixie Pipeline — найбільш східна з кількох потужних пропанопровідних систем, що починаються в Техасі (як то TE Products, котра прямує на північний схід країни, та MAPL, що виходить до регіону Великих озер).
Траса Dixie Pipeline виходить з району Монт-Бельв'ю (три десятки кілометрів на схід від Х'юстона), де розташовується найпотужніший в США транспортний та переробний хаб для роботи зі зрідженими вуглеводневими газами. Далі пропанопровід прямує схід, поступово віддаляючись від узбережжя та приймаючи додатковий ресурс з:
- фракціонатору Eunice;
- хабу Breaux Bridge, куди виходять трубопровідні системи Louisiana Pipeline System, River Parish Pipeline System та де знаходиться комплекс підземних сховищ Breaux Bridge та Anse La Butte;
- нафтопереробного заводу компанії ExxonMobil в Батон-Руж (через останній також може подавати свій продукт фракціонатор Батон-Руж);
- комплексу підземних сховищ Соренто, з'єднаного з Dixie Pipeline східною гілкою тільки що згаданої Louisiana Pipeline System;
- установки фракціонування Петал у штаті Міссісіпі, спорудженої в 1970-х роках для роботи з продукцією газоконденсатного родовища Чунчула (штат Алабама).
В подальшому пропанопровід проходить через південно-східні штати, постачаючи 8 розподільчих терміналів: Демополіс та Опеліка (Алабама), Майнер, Олбані та Алма (Джорджія, два останні живляться від бічної гілки), Лексінгтон та Cheraw (Південна Кароліна), Апекс (Північна Кароліна). Термінали мають резервуари для зберігання 600 тисяч барелів.
Загальна довжина системи, виконаної в діаметрах від 150 до 300 мм, становить майже 1300 миль, а її потужність перевищує 160 тисяч барелів на добу.
В 1999—2008 роках Dixie Pipeline був поступово придбаний у повну власність одним з лідерів трубопровідного ринку США — компанією Enterprise Products Partners.